# Carlotta Grisi
Carlotta Grisi, de nacimiento Caronne Adele Josephine Marie Grisi (28 de junio de 1819, Vižinada, Istria - 20 de mayo de 1899, Ginebra) fue una bailarina italiana de gran importancia dentro del repertorio del ballet romántico. Formó parte de una familia involucrada a la ópera. Entre los miembros de esta, se destaca su prima Giulia Grisi, una célebre cantante. Así mismo ella también tenía las capacidades para ser cantante, pero en su lugar escogió el ballet.
En el año 1826, cuando ella tenía 7 años de edad, fue inscrita y aceptada en la famosa escuela de ballet del Teatro de La Scala en Milán, donde se formó. No fue hasta los 10 años cuando recibió los papeles para actuar en escena y tan solo 5 años más tarde, en 1834, entró en la compañía San Carlos, donde comenzó su carrera con una gira en Nápoles, lugar en el que se convirtió en alumna del bailarín y profesor de ballet Jules Perrot (francés), y con el cual sostuvo una relación amorosa. A raíz de esta relación, pudo trabajar como intérprete en ciudades como Londres, Viena, Múnich, Milán y París.
En esta última ciudad, París, fue contratada por el Théâtre de l'Académie Royale de Musique, comúnmente conocida como la Ópera de París. Aquí ocupó el rango de ballerina desde 1841 hasta 1849. Su primera recreación fue en Giselle, siendo ella la protagonista de este ballet, compuesto por 2 actos y reversionado por Jules Perrot, Jean Coralli y Théophile Gautier. Gautier describe a Grisi como una brillante intérprete de Giselle, puesto que reflejaba a la perfección la alegría e ingenuidad adolescente de la época. Entre estos años, el escritor Gautier compuso varios ballets especialmente para Carlotta Grisi, en los cuales ella era la protagonista, pudiéndose destacar la interpretación del Hada Oriental en el ballet La Péri, en 1843.
Tras varios años de relación entre Grisi y Perrot, ésta cesa debido a los sospechosos encuentros entre ella y Gautier, pero esto no influyó a su vida profesional, por lo que siguieron trabajado juntos.
En 1845, Carlotta Grisi aparece en los escenarios junto a Marie Taglioni, Fanny Cerrito y Lucile Grahn en el acto blanco del ballet Pas de quatre, coreografiado por Jules Perrot, con la idea de juntar a las grandes divas del ballet romántico.
En 1850, viaja a Sant Petersburgo junto a Perrot, donde interpretó de nuevo el papel de Giselle después del estreno de este ballet interpretado por Fanny Elssler, en Rusia. Fue difícil la aceptación de Grisi por parte del público ruso. No obstante, esta fue reconocida más adelante por su talento interpretativo. Desde entonces, ocupó el lugar de primera bailarina en el teatro imperial de San Petersburgo hasta el año 1853. Además, también trabajó con Joseph Mazilier quien creó Jolie Fille de Gand especialmente para ella.
En 1854, Carlotta Grisi deja Rusia junto a su primera hija, la cual tuvo con Perrot, para ir a Varsovia, lugar donde tenía intención de seguir con su carrera. Pero tras quedar embarazada del príncipe Leon Hieronim Radziwiłł, se retira del ballet, siendo este el momento de mayor auge en su carrera. Al nacer su segunda hija, Leontine Grisi, a la edad de 34 años, se va a vivir a Saint-Jean, Ginebra. Allí pasó sus últimos años sin perder el contacto con Gautier, el cual la solía visitar.
Finalmente falleció a los 79 años.
OBRAS
1841: Giselle de Jules Perrot y Jean Coralli, La Favorite de François Decombe, Don Juan de Jules Perrot.
1842: La Jolie fille de Gand de Joseph Mazilier.
1843: La Péri de Jean Coralli.
1844: La esmeralda.
1845: Le diable à quatre de Joseph Mazilier, Pas de quatre de Jean Perrot.
1846: Paquita de Joseph Mazilier.
1847: Les élements.
1848: Les quatres seaisons de Jules Perrot.
1849: La Filleule des fées de Jules Perrot, Electra de Paul Taglioni.
1850: Les metamorphoses de Paul Taglioni.
1851: La naíada y el pescador.
1852: La guerra de las mujeres.
1853: Gafelda.